# Józef Sebald

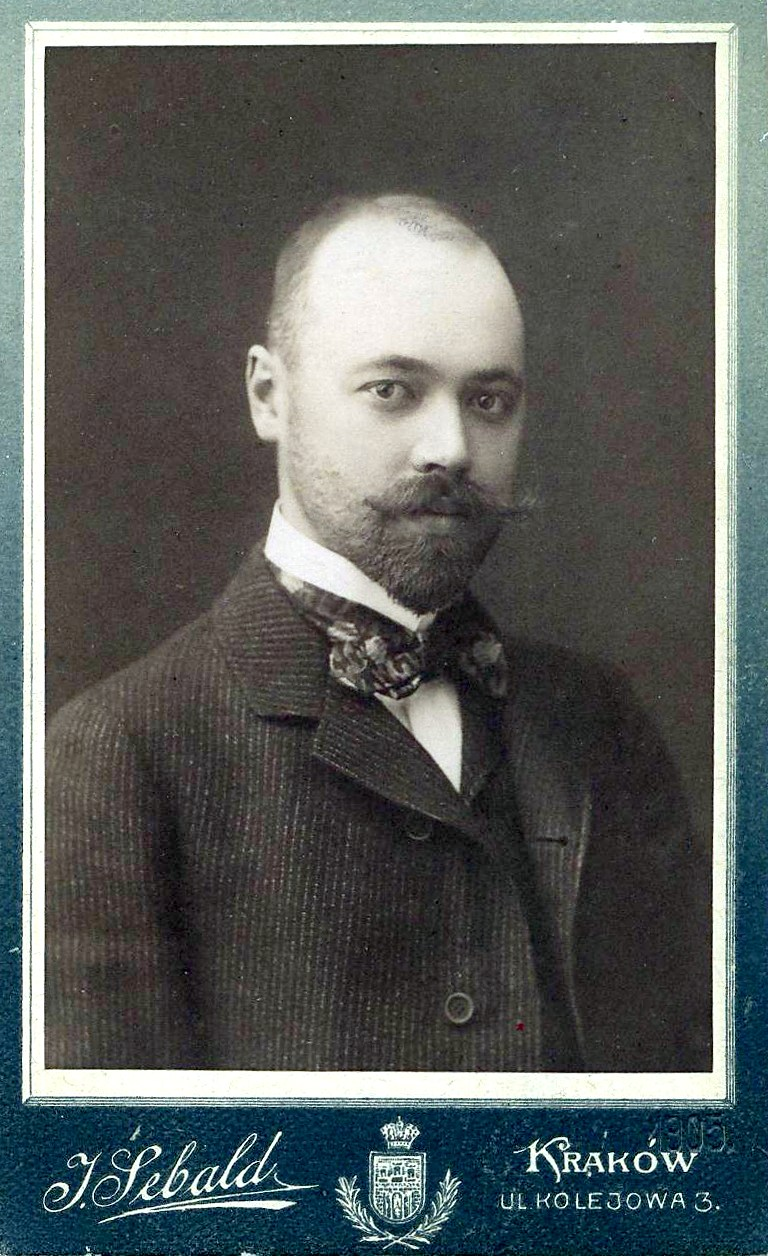
Portret Zygmunta Szczotkowskiego z atelier Sebalda przy ul. Kolejowej (1905)

Józef Sebald, wcześniej Sheybal (ur. 1853 w Złoczowie, zm. 24 kwietnia 1931 w Krakowie) – polski fotograf. Od końca XIX w. do I wojny światowej prowadził w Krakowie zakład fotograficzny.

## Życiorys
Jego rodzina wywodziła się ze Szkocji; jeden z jego przodków opuścił ją w XVIII w. z powodu prześladowań religijnych i osiadł w Czechach. Na przełomie XIX i XX w. część rodziny zamieszkała w Polsce. W 1893 r. Józef Sheybal zmienił nazwisko na Sebald. 
Rozpoczęte w roku akademickim 1875/76 studia w krakowskiej Szkole Sztuk Pięknych przerwał z powodu śmierci ojca. Fotografii uczył się m.in. u Stanisława Bizańskiego i Walerego Rzewuskiego. W latach 1890–1893 wraz z Juliuszem Mienem prowadził atelier fotograficzne przy ul. Sławkowskiej 31. 
W 1893 r. odkupił od Lesława Rzewuskiego zakład  Walerego Rzewuskiego (zmarłego w 1888 r.), mieszczący się przy ul. Kolejowej 27b (obecnej ul. Westerplatte 11). Wraz z zakładem wszedł w posiadanie archiwum klisz autorstwa Rzewuskiego, z których wykonywał odbitki. Przejął również jego pracowników oraz klientów. Wykonywał głównie zdjęcia portretowe, charakteryzujące się wykorzystaniem niewielkiej liczby rekwizytów (wyjątek stanowiły fotografie reprezentacyjne). Zakład ten – funkcjonujący również pod nazwą "Atelier Wanda" – ok. 1900 r. posiadał filię w Rynku Podgórskim w Krakowie. W 1901 r. Sebald zakupił willę "Pod Stańczykiem" przy ul. Batorego 12, dokąd przeniósł swoje studio. Działało ono do 1914 r.; po wojnie Sebald sprzedał część sprzętu fotograficznego Zygmuntowi Garzyńskiemu. Z setek tysięcy klisz, które Sebald wykonał w ciągu swojej działalności, ocalało ok. 6 tysięcy, które zostały odnalezione w 1976 r. w jego willi. Trafiły one do Krakowskiego Towarzystwa Fotograficznego.
Józef Sebald był żonaty z Wandą z Kulińskich (zm. 1912), z którą miał dwie córki: Zofię (1885-1897) i Helenę (1886-1958). Jego siostra Kazimiera prowadziła własny zakład fotograficzny w Kołomyi. Był stryjem Stanisława Sheybala. Został pochowany na cmentarzu Rakowickim w Krakowie (kwatera W, rząd zach.).

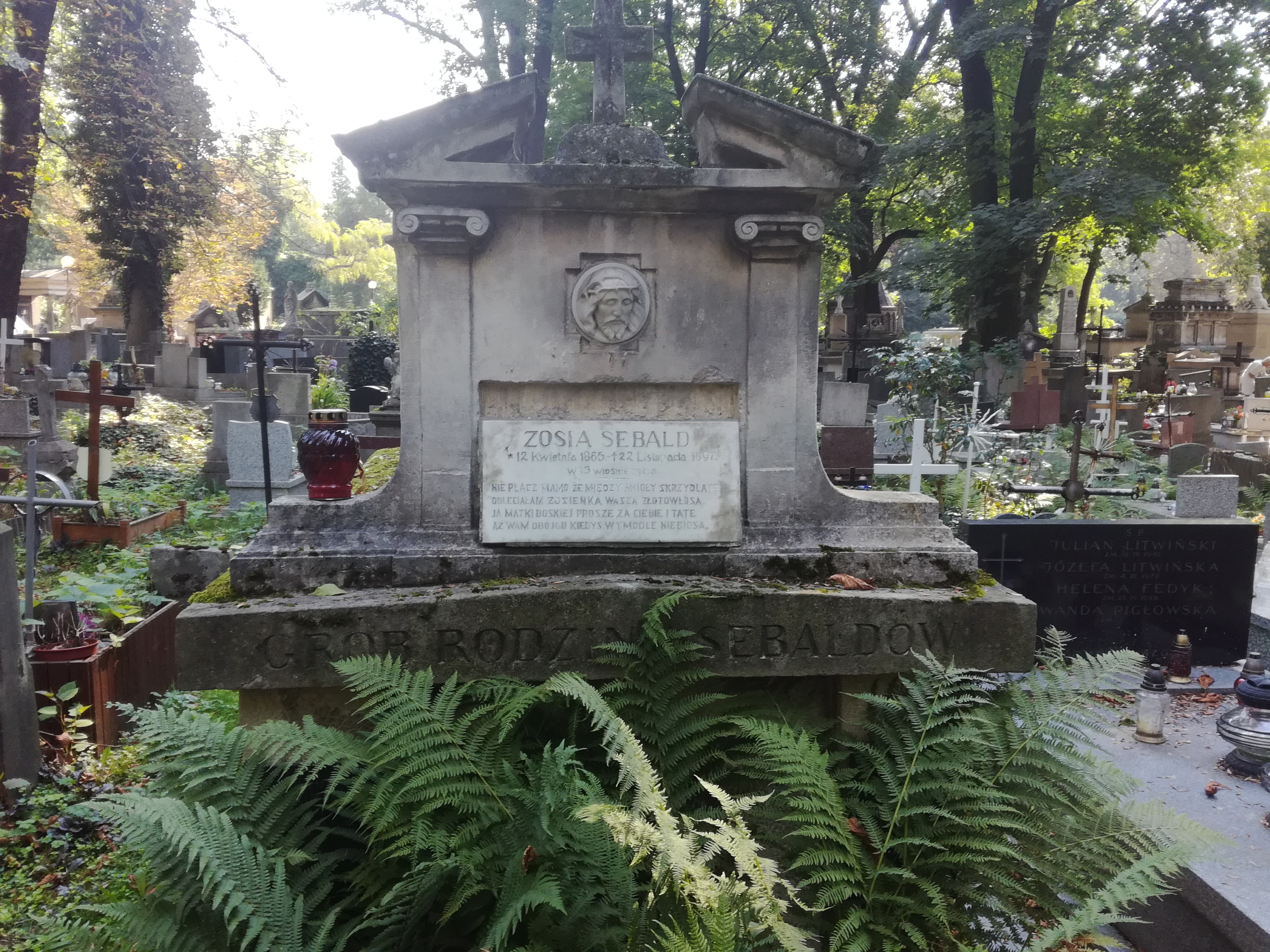
Grób Józefa Sebalda na cmentarzu Rakowickim w Krakowie